# Сент Адел (Квебек)
Сент Адел (фр. Sainte-Adèle) је град у Канади у покрајини Квебек. Према резултатима пописа 2011. у граду је живело 12.137 становника.

## Становништво
Према резултатима пописа становништва из 2011. у граду је живело 12.137 становника, што је за 14,1% више у односу на попис из 2006. када је регистровано 10.634 житеља.
| 2006.  | 2011.  |
| ------ | ------ |
| 10.634 | 12.137 |